# Accidere ex una scintilla incendia passim
Accidere ex una scintilla incendia passim: Divampano da una sola scintilla incendi diffusi (Lucrezio, De rerum natura, libro 5, verso 609); spesso erroneamente tradotto "A volte si sviluppa da una sola scintilla un incendio". La parola latina "passim", infatti, non significa "a volte", ma "diffusamente, qua e là". La traduzione errata è originata indubbiamente dal fatto che al verso 608 si ha la parola "interdum" che significa "a volte", ma che è da aggiungere soltanto se si considera nella traduzione anche questo verso e non solo il 609.
Questa frase non viene citata soltanto quando la metaforica scintilla porta all'innamoramento, ma spesso anche nei libri di storia quando atti di piccola entità sono causa di guerre e di distruzioni: ad esempio i colpi di pistola sparati a Sarajevo, il 28 giugno 1914, contro l'erede al trono d'Austria, hanno dato origine alla prima guerra mondiale.
Anche Dante Alighieri, che tuttavia, non poteva conoscere l'opera di Lucrezio poiché il suo primo manoscritto (datato all'VIII secolo) fu ritrovato dall'umanista Poggio Bracciolini nel 1417, utilizza un'espressione simile nel I canto del Paradiso: "poca favilla gran fiamma seconda", riferita questa volta alla poesia, e all'augurio che, nel caso avesse fallito nella descrizione del regno celeste, qualcun altro avrebbe tentato nuovamente l'opera.